# Sad!
《SAD!》是美国说唱歌手XXXTentacion第二张录音室专辑《?》（2018年）中的一首歌曲。它作为这张专辑的主打歌曲在2018年3月2日发行。这首歌词曲由XXXTentacion所写，约翰·坎宁安（英語：John Cunningham）负责制作。在XXXTentacion去世后，这首歌于2018年6月18日在美国的公告牌百强单曲榜夺冠，创下了他在该榜的最好成绩。